# 水玉レモン
水玉 レモン（みずたま れもん、1989年3月3日）は、日本のAV女優。プライムエージェンシー所属。

## 来歴・人物
- 長野県出身。2008年4月にkawaii*から『kawaii*新人デビュ→天然ボケドル誕生!』でAVデビューした。
- 元AV女優の早坂ひとみが2006年1月に設立した芸能プロダクション「RIZE Cubic」の単体AV女優第一号。
- AV女優の真田春香と大変仲が良く、真田のことを「ねぇちゃん」と呼び慕っている。
- 2010年4月1日にBRW108に新メンバーとして加入。
- 身長：157cm
- スリーサイズ：B84（C）・W54・H83
- 足のサイズ：22.0cm
- 趣味：ブライス集め、読書、料理
- 特技：スピードスケート
- 理想のタイプ：中性的な人。男らしい、さっぱりした性格の人。
- 好きな色：ピンク
- 好きなアーティスト：the brilliant green、中島美嘉、Cocco
- 好きな食べ物：焼肉、チキンナゲット
- 嫌いな食べ物：レバー

## 作品

### アダルトビデオ

#### 2008年

##### オリジナル作品
- kawaii*新人デビュ→天然ボケドル誕生!（4月25日、kawaii*）
- 潮吹きイカセMAX！（5月25日、kawaii*）
- 学校でセックchu☆（6月25日、kawaii*）
- 初めてのパイパン潮吹きFUCK（8月1日、MOODYZ）
- Wパイパン潮噴射（9月1日、MOODYZ）共演:大沢佑香
- 真性潮吹き大乱交　かけまくり浴びまくり271発4時間（11月13日、MOODYZ）共演:大沢佑香、西野翔、星優乃、堀口奈津美

##### 総集編
- kawaii*BEST2008上半期50タイトルぜ～んぶ見せちゃうょんDX4時間（9月25日、kawaii*）
- どぴゅどぴゅ顔射50連発4時間（11月25日、kawaii*）
- クンニも潮吹きも結合部もクッキリ激見え！パイパン8時間（12月13日、MOODYZ）

#### 2009年

##### オリジナル作品
- サイキックレヴォリューション（10月7日、アタッカーズ）
- Street Snap 12（12月10日、FULL SAIL）

##### 総集編
- 人気女優の特選SEX100連発!!8時間（1月1日、MOODYZ）
- 超人気女優の絶頂SEX4時間2（1月13日、MOODYZ）
- 特選女優の超絶頂！熱烈オナニー4時間（2月13日、MOODYZ）
- kawaii*BEST大全集02 2周年ベストだょっ全員集合DX4時間（2月25日、kawaii*）
- 2008年9月～12月作品集 全141タイトル4時間（3月1日、MOODYZ）
- 超人気女優26人!!特選痴女FUCK4時間（3月1日、MOODYZ）
- ビシャビシャおもらし絶頂SEX4時間（3月13日、MOODYZ）
- ちゅぱちゅぱフェラチオ50連発4時間（3月25日、kawaii*）
- MOODYZ2008下半期BEST100タイトル8時間（4月1日、MOODYZ）
- 人気女優50人！騎乗位4時間（4月13日、MOODYZ）
- 潮吹きも抜き挿しも丸見え!人気女優のパイパンSEX4時間（5月1日、MOODYZ）
- 吹き上がる潮の宴!!絶頂潮吹き大乱交ベスト4時間（5月13日、MOODYZ）
- kawaii*制服女子高生collection3 4時間（5月25日、kawaii*）
- kawaii*美少女100セックchu☆8時間（5月25日、kawaii*）
- MOODYZ超豪華共演BEST18タイトル4時間（6月13日、MOODYZ）
- kawaii*美少女31人！日替わりセックchu☆4時間（6月25日、kawaii*）
- 剃毛BEST人気女優50人4時間（9月13日、MOODYZ）
- kawaii*美少女100人8時間SPECIAL（11月25日、kawaii*）
- 痴女!痴女!ド痴女!痴女集団に囲まれる！ハーレム大乱交4時間（12月13日、MOODYZ）
- 気が狂うほどイカせて!絶叫アクメ50連発4時間（12月13日、MOODYZ）

#### 2010年

##### オリジナル作品
- 素人AVマニアが善からぬ事を考えた挙げ句、家の近所のコンビニの美人姉妹店員を騙してハメた一部始終を撮影した上に、彼女たちには内緒で投稿してきました。（3月19日、プレステージ）共演:瀬奈涼
- 美人アナウンサーを生放送中にストップモーション（4月22日、SODクリエイト）･･共演:鷹宮りょう、鈴木さとみ
- マジメに働く同僚のバーテンに客がいて声が出せない事を良い事に勃起したチＯコを擦り付けたらヤれた（5月1日、プレステージ）共演:瀬名かづは、早乙女ルイ
- 超ロリっ娘王様ゲーム（5月27日、SODクリエイト）共演:つぼみ、成瀬心美、みづなれい、平井綾
- 女教師の禁断の誘惑（7月2日、アウダースジャパン）共演:榊なち、桃咲まなみ、片瀬くるみ
- DOKIレズ（7月2日、アウダースジャパン）共演:榊なち、桃咲まなみ、片瀬くるみ
- 姉妹を超えた秘密のレズ恋愛　私は妹に恋をした･･･。（7月8日、ディープス）共演:朝香涼
- ロＯフェラ痴体（7月14日、LOTUS）共演:大沢美加
- FEEL THE パンティーストッキング（7月23日、エッチアールシー）
- 卒業 ～ Memories of graduation ～ 其ノ八（7月23日、プレステージ）
- ロリータアンダースコート（8月13日、TMA）共演:つぼみ、稲見亜矢、広瀬奏、藤原ひとみ
- 小悪魔JK　大胆パンチラコレクション2（8月13日、アロマ企画）共演:椎奈つばめ、野中あんり、矢沢るい、椿まひる、なのかひより、直嶋あい
- 美少女仮面セリスティア（8月13日、ギガ）共演:早乙女らぶ、櫻井ゆうこ、愛音ミク
- やらせてくれる女子大生 某大学ミスキャンパス レモン（8月25日、隼エージェンシー）
- 強制中出し輪姦　水玉レモン（8月25日、ダスッ!）
- マッサージで感じちゃった私。美少女編（8月25日、アロマ企画）共演:木下あげは、広瀬奏、みなみゆず、たかなし愛
- 性交エアラインSP（9月9日、SODクリエイト）共演:瀬名あゆむ、三村ちな、さくらい葉菜、早坂愛梨
- 小悪魔寸止め女子校生（9月13日、アロマ企画）共演:早乙女ルイ、愛音まひろ、大槻ひびき
- 中出しニーソックス女子校生（9月24日、TMA）共演:加藤なつみ、和葉みれい、安藤美沙、宮下リカ
- 首都校生中出し③（9月24日、W Honey）共演:大沢美加
- 突然パンチラで挑発されてこっそりシゴいちゃった僕。その4（9月25日、アロマ企画）共演:成島りゅう、早乙女ルイ、愛音まひろ、愛音ミク
- 中出しロリータ縞パンニーソックス（10月8日、TMA）共演:つぼみ、稲見亜矢、広瀬奏、藤原ひとみ、和葉みれい
- 黒ストッキング中出しOL（10月19日、イエロー）共演:鈴木ミント
- ロリータ貧乳乳もみインタビュー（11月1日、Fetishist）共演:麻倉憂、鈴木ありす、松本優逢、月野みちる、神河美音、和葉みれい、葉月みお、愛音まひろ、綾那優、日野まひる、愛璃みい、青山ちはる
- 格闘娘しか見たくない！4時間（11月12日、TMA）共演:加藤なつみ、和葉みれい（藤白まき）、すずきりりか、安藤美沙、宮下リカ
- Lesbian Life 12（11月13日、U&K）共演:星野あかり
- レズビアン制服時代（12月19日、アンナと花子）共演:野中あんり
- kira☆kira BLACK GAL SPECIAL　田舎に黒ギャルがやって来た☆ハメ狂い猛烈乱交（12月19日、kira☆kira）共演:モカ、辻宮楓、中山エリス
- 究極の妄想発明シリーズ第22弾 金縛りホラースティック（12月23日、ROCKET）共演:並木アンナ、里崎あかね、田中芽衣奈、鈴木なつ、矢口理紗
- 援交女子大生　小遣いほしさにフェラ、Hする2人の女子大生（12月25日、隼エージェンシー）共演:辻宮楓

##### 総集編
- マンずりオナニー中毒8時間50人（1月1日、MOODYZ）
- 逆3PBEST4時間（1月13日、MOODYZ）
- ATTACKERS Anthology.2009（2月7日、アタッカーズ）
- 犯られまくる従順メイド4時間（4月13日、MOODYZ）
- デビュ→初セックchu☆4時間（4月25日、kawaii*）
- kawaii*騎乗位BEST～可愛い女の子の意外に激しい腰フリSEX～（5月25日、kawaii*）
- 集団美女100人ハメ狂い大乱交（6月13日、MOODYZ）
- どロリ（7月19日、ROOKIE）
- キレイな子の顔面崩壊アクメ4時間（8月1日、MOODYZ）
- スーパーヒロインBEST（8月7日、アタッカーズ）
- フェラコレ特別編Ⅲ 4時間まるごとWフェラ（8月25日、隼エージェンシー）
- MOODYZ10周年記念作品集 人気シリーズ編（9月13日、MOODYZ）
- こだわりの手コキ 4時間SP17 38人のハンドメイド（11月25日、隼エージェンシー）
- 決壊アクメ！潮吹き100人4時間（12月1日、MOODYZ）
- Best Scene of DOKIレズ4（12月17日、アウダースジャパン）

#### 2011年
- S-Cute Bookmark 04 華奢娘コレクション (1月7日、S-Cute)
- 終われま10 (1月9日、ATOM)共演:月島うさぎ・風見渚
- 長〜い蛇舌でリンパマッサージ!卑猥!舐めレズエステサロン!（1月13日、U&K）共演:星優乃、横山みれい、青山真希、美山蘭子、星野あかり
- ディルドにまたがる女子校生6（1月25日、AROMA G-18）共演:村西まりな、月島うさぎ、武藤クレア、月嶋美唯、たかなし愛、つくし
- おねだり痴女 第2章（1月25日、max）共演:愛音まひろ、辻宮楓
- 女子校生ぬるぐちょマン汁コキ（2月4日、K’s WORKS）共演:梨杏、月野琴美、月島うさぎ
- 素人参加型 エロ美少女のせんずりカウンセリング2 ～五感を刺激するオナニーサポート (2月8日、アロマ企画)共演:早乙女らぶ、藤崎クロエ、鈴木ミント
- 女子校生×脚コキ 4（2月18日、K’s WORKS）共演:しずく、伊織、梨杏、相沢えみり、月野琴美
- パンティ尻ずり Vol.2（3月4日、OFFICE K’S）共演:伊織、菊川なお、相澤梨花
- 女子校生の脱ぎたてパンティこき（3月13日、窟）共演:菊川なお、月島うさぎ、伊織、月野琴美、梨杏
- 猥褻体罰レイプ中出し凌辱乱交! 性的男尊女卑学園（3月19日、CROSS）共演:山梨ゆず、並木るか、月野琴美、早乙女ルイ、伊織
- 縞パンツインテール微少女 (3月25日、青空ソフト)
- 手を使わないフェラチオ 7（4月1日、OFFICE K’S）共演:菊川なお、梨杏、梅咲ほの香、和葉みれい、MOMO、伊織
- アナタの目を見つめながら、舐めまわしカラミついてヌルリと口に含む濃厚フェラチオ Vol.3 ジッと見つめてイカせてあげる（5月13日、窟）共演:大島みなみ、大堀香奈、水井はるか、本田わかな、桜井つばさ、松すみれ、篠原奈美、中村綾乃
- S-Cute Bookmark 14 制服ラプソディ (5月29日、S-Cute)共演:鈴木ありす、月野りさ、麻倉憂
- やらせてくれる女子大生 4時間 (6月20日、ハヤブサ)共演:藤倉みやび、愛内まほ、他
- 制服縞パンポニーテール（9月9日、TMA）共演:愛音まひろ、長谷川しずく、西山希、桜花えり、つぼみ
- えっち大好き天然美少女 イキすぎ膣内発射 (9月1日、ワンズファクトリー)
- 巫女中出し強姦（9月9日、TMA）共演:愛音まひろ、つぼみ、長谷川しずく、西山希、桜花えり
- ベロレズ 舌の長い女キス＆ぺってぃんぐ（9月23日、LADIES♀ROOM）共演:星優乃、横山みれい、園田ユリア、桜りお、管野しずか、大槻ひびき、星野あかり

#### 2012年
- 女子大生ブランドを利用して金を稼ごうとする女たちを騙してやりたい放題ハメちゃいました（1月13日、ドRAGON）共演:辻宮楓、竹内りな、直嶋あい、上村香澄、渋谷莉子、花木みつ、雪野ひより
- 美少女1泊2日中出し温泉旅行 03（1月20日、デジスタ）共演:篠めぐみ、藤原ひとみ、佐々木杏
- ビューティフルレズビアン III（10月26日、LADIES♀ROOM）共演:星野あかり、藤宮櫻花、島田香奈、北田優歩、星優乃、愛音ゆり、長瀬あき

### イメージビデオ
- X時間（エクスタシー）22（2008年10月25日、ゴマブックス）

### 電子書籍
- 妹のめばえ　ボクの大切な妹（2008年7月3日、イースト･プレス）
- 恋する天使ヌード（2008年7月17日、イースト･プレス）

## 出演

### バラエティ
- おねがい!マスカット （2008年5月19日～2008年11月18日、テレビ東京系）・・・元レギュラー